# Mazzascudo
Il Mazzascudo (o Mazza-Scudo) era un gioco medievale disputato a Pisa. Per via delle molte analogie è considerato il progenitore diretto o indiretto del Gioco del Ponte.

## Storia e svolgimento
Le notizie sul Mazzascudo non sono molte: da un anonimo poemetto del XV secolo, Il Giocho del Massa-Schudo si deduce che si svolgeva in Piazza delle Sette Vie (poi Piazza degli Anziani attuale Piazza dei Cavalieri) in un periodo compreso tra Natale e Carnevale ed opponeva tra loro due partiti distinti tra loro dai colori dorati e vermigli degli elmi, chiamati del Gallo e della Gazza, e suddivisi a loro volta in diverse Compagnie. Le armi usate dai combattenti nella battaglia consistevano principalmente di uno scudo ed una mazza, entrambi di legno, da cui il nome stesso del gioco.
Altre notizie si possono derivare dalle Istorie Pisane di Raffaello Roncioni, terminate nel 1605 ma pubblicate a stampa nel 1844, dalle quali si apprende che nel 1264, dopo uno scontro vittorioso contro i lucchesi, i pisani giocarono al mazzascudo sotto le mura della città rivale per festeggiare la vittoria.
Il gioco fu disputato per l'ultima volta nel 1406, quando Pisa perse la sua libertà.